# Pistacchio di Raffadali
Il pistacchio di Raffadali è una varietà di pistacchio (Pistacia vera cv Napoletana, innestata su Pistacia terebinthus) a Denominazione di origine protetta DOP. Il nome è legato al comune di Raffadali, poiché, oltre alla produzione, il commercio del pistacchio, nella provincia di Agrigento, ha avuto storicamente il proprio centro in questa piazza per via della presenza di numerosi commercianti e trasformatori. Il Pistacchio di Raffadali ha ottenuto la denominazione di origine protetta il 22 marzo 2021.

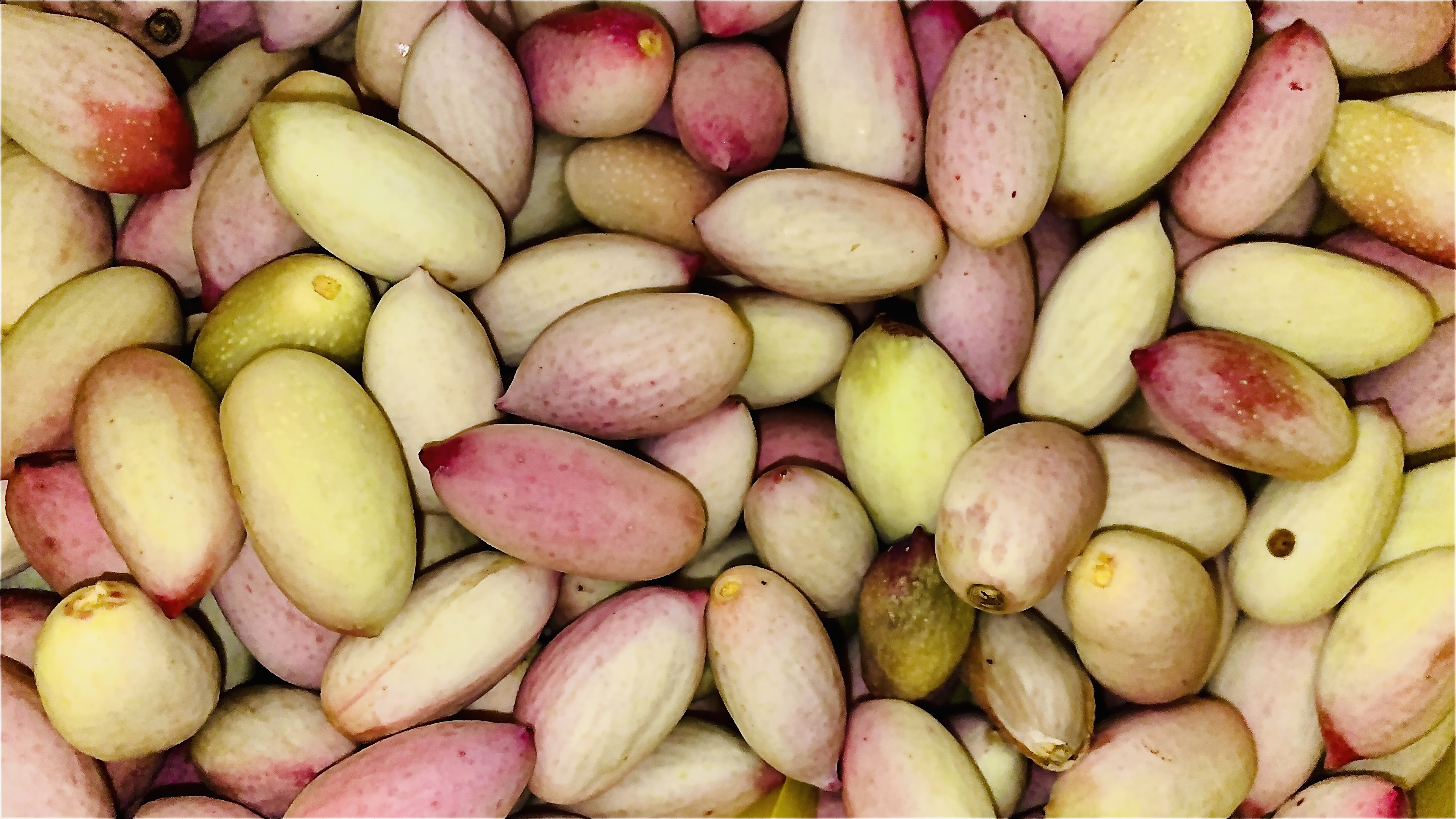
Pistacchio di Raffadali

## Coltivazione e produzione
Gli impianti si ottengono dall’innesto di Pistacia vera su Pistacia terebinthus su substrati calcarei nel punto in cui lo spessore di questi suoli si assottiglia e il seminativo cede il posto a colture arido resistenti.

### Areale

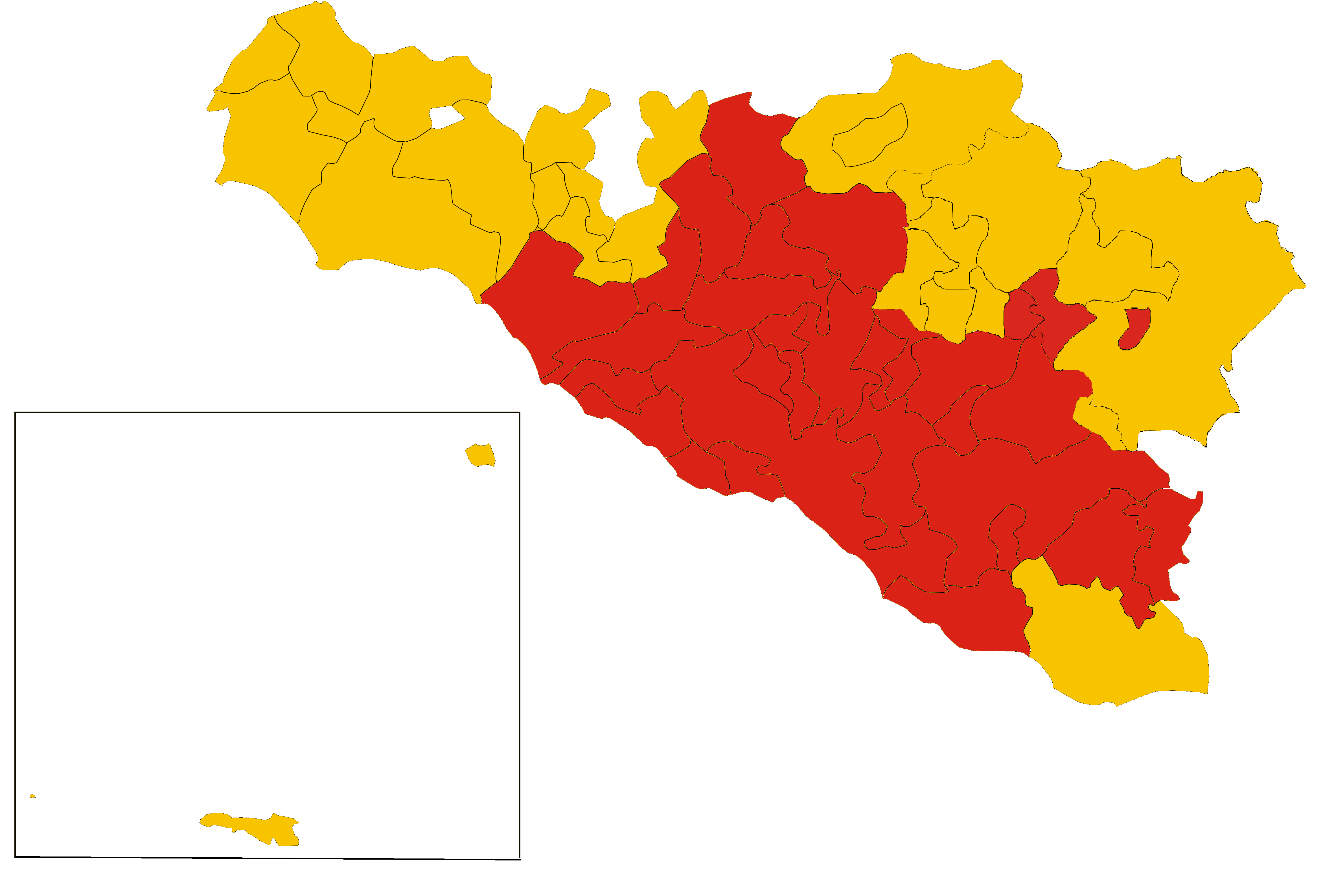
Areale del Pistacchio di Raffadali DOP

L’areale di produzione si individua con i confini amministrativi dei seguenti comuni delle province di Agrigento e di Caltanissetta: Raffadali, Joppolo Giancaxio, Santa Elisabetta, Agrigento, Cianciana, Favara, Racalmuto, Sant'Angelo Muxaro, San Biagio Platani, Cattolica Eraclea, Casteltermini, Santo Stefano Quisquina, Aragona, Comitini, Grotte, Montallegro, Alessandria della Rocca, Siculiana, Realmonte, Naro, Porto Empedocle, Castrofilippo, Campobello di Licata, Ribera, Canicattì, Palma di Montechiaro, Ravanusa, Camastra, Montedoro, Serradifalco.

## Valorizzazione
Il 21 settembre 2018 si è tenuta la pubblica audizione in presenza dei funzionari del MIPAAFT per la lettura e l'approvazione del disciplinare di produzione DOP (Denominazione di Origine Protetta) che è stato successivamente pubblicato nella Gazzetta Ufficiale della Repubblica Italiana, Serie Generale n. 261 del 09/11/2018.
Il 20 novembre 2020 è avvenuta la pubblicazione, sulla Gazzetta Ufficiale dell’Unione Europea, della richiesta di registrazione della denominazione « Pistacchio di Raffadali », ex art. 2, lett. a), regolamento (UE) n. 1151/2012 del Parlamento europeo e del Consiglio.
Il 22 marzo 2021, a seguito della pubblicazione nella Gazzetta Ufficiale dell’Unione Europea del Regolamento di esecuzione (UE) 2021/474 della Commissione del 15 marzo 2021
recante iscrizione di un nome nel registro delle denominazioni di origine protette e delle indicazioni geografiche protette «Pistacchio di Raffadali» (DOP), il Pistacchio di Raffadali ottiene l’iscrizione nel registro delle denominazioni di origine protette e delle indicazioni geografiche protette.

## Riferimenti nella cultura
Nel romanzo Blues di mezz'autunno dello scrittore Santo Piazzese, edito da Sellerio, si racconta che il pistacchio di Raffadali veniva servito con tartine di pasta sfoglia e mousse salate, presso il bar Edelweiss. 
Inoltre è elemento imprescindibile della ricetta dei cannoli ne Il corvo di pietra di Marco Steiner (Sellerio editore).